# Reacție adversă la medicamente
O reacție adversă este un răspuns dăunător și neintenționat, care  apare în timpul unui tratament cu un produs medicamentos folosit în doze utilizate în mod normal la om pentru profilaxia, diagnosticul sau tratamentul bolii ori pentru modificarea unor funcții fiziologice
Factori favorizanți pentru apariția reacțiilor adverse:
- Numărul mare de medicamente asociate, așa numita polimedicație
- Vîrsta pacienților, pacienții vîrstnici fiind cei mai expuși acestor tipuri de reacții
- Stări fiziologice particulare (e.g. starea de graviditate)
- Regimul de viață a bolnavului: malnutriția, consumul de alcool, fumatul etc.

Pe lîngă  acestea reacțiile adverse se  pot manifesta sub forma unor tulburări variabile, denumite "boli iatrogene" (gr Ιατροσ = medic), boli generate de folosirea unei scheme de tratament neadecvate.

## Locație
Efectele adverse pot fi de nivel local, limitate la nivelul locului administrării sau sistemice. De exemplu, unele antihipertensive oculare cauzează efecte sistemice, deși sunt administrate local sub formă de picături pentru ochi, deoarece o fracțiune este distribuită în circulația sistemica.